# Две тачке
Две тачке, или двотачка (:), је интерпункцијски знак и правописни знак.

## Употреба

### Интерпункцијски знак

#### Набрајање
Две тачке се стављају иза речи којима се најављује набрајање, а испред онога што се набраја, на пример:
- На пијаци купи: сира, јаја, кајмака, меса, салате и лука.[1]

#### Управни говор
Две тачке се стављају и испред навођења туђих речи (управног говора); нпр.
- Рекао нам је дословно: „Новац за екскурзију је обезбеђен“.[1]

### Правописни знак
Две тачке се као правописни знак пишу између бројева или слова којима се исказује неки однос и читају се „према“. На пример:
- Резултат утакмице је 2:1 у корист „Црвене звезде“.
- Коренски самогласник се смењује о:и:а у речима пловити - пливати - поплавити.[2]